# Emma Whiton McDonald
 Emma Whiton McDonald  (* 3. August 1886 in Brooklyn, New York; † 7. Juli 1948 in Kalifornien) war eine US-amerikanische Mathematikerin und Hochschullehrerin.

## Leben und Forschung
Whiton McDonald wurde in Brooklyn, New York, als Emma Kirtland Whiton geboren und absolvierte 1904 die Centennial High School in Pueblo, Colorado. Sie unterrichtete dort ein Jahr lang und studierte dann am Colorado College in Colorado Springs, wo sie 1909 ihren Bachelor-Abschluss erwarb. Danach kehrte zur Centennial High School zurück, wo sie bis 1916 unterrichtete. 1916 erhielt sie ihren Master-Abschluss an der University of California unter der Leitung John Hector McDonald. Von 1918 bis 1923 war sie Professorin für Mathematik an der University of Redlands im Süden Kaliforniens und danach anderthalb Jahre Professorin am Mills College. 1924 heiratete sie John Hector McDonald. Sie verwendete den Namen Frau J. H. McDonald in den MAA-Mitgliederlisten Ende der 1920er Jahre und von 1933 bis 1934 benutzte sie den Namen Frau Kirtland McDonald, unter dem sie auch ihre Dissertation 1934 veröffentlichte. Es scheint, dass sie und J. H. McDonald bis 1930 getrennt lebten und dann geschieden wurden, denn er heiratete 1944 Sophia Levy, ein Mitglied der Fakultät für Mathematik in Berkeley, die in Astronomie promoviert hat. 1933 promovierte sie bei Derrick Norman Lehmer an der University of California mit der Dissertation: Magic Cubes Which Are Uniform Step Cubes. Die letzten Einträge in MAA-Verzeichnissen für Frau Kirtland McDonald sind in den Jahren 1933 bis 1934 in einem Hotel in Los Angeles und in den Jahren 1935 bis 1936 mit unbekannter Adresse. Sie arbeitete einige Jahre als Immobilienmaklerin in Südkalifornien und lebte in San Marino und in South Pasadena.

## Mitgliedschaften
- American Mathematical Society
- Mathematical Association of America (MAA)

## Veröffentlichungen (Auswahl)
- 1926 Determination of the reducible cases of the fixed centrode of three-bar motion. Amer. Math. Monthly 33.
- 1931 Magic cubes which are uniform step cubes. Bull. Amer. Math. Soc. 37.
- 1934 Magic cubes which are uniform step cubes. Univ. California Publ. Math. 2.